# KZ-Außenlager Hailfingen-Tailfingen
Das KZ-Außenlager Hailfingen-Tailfingen (offiziell K. L. Hailfingen, auch: Arbeitslager Hailfingen), Baden-Württemberg,  war von November 1944 bis Februar 1945 eine Außenstelle des KZ Natzweiler-Struthof.

## Lage

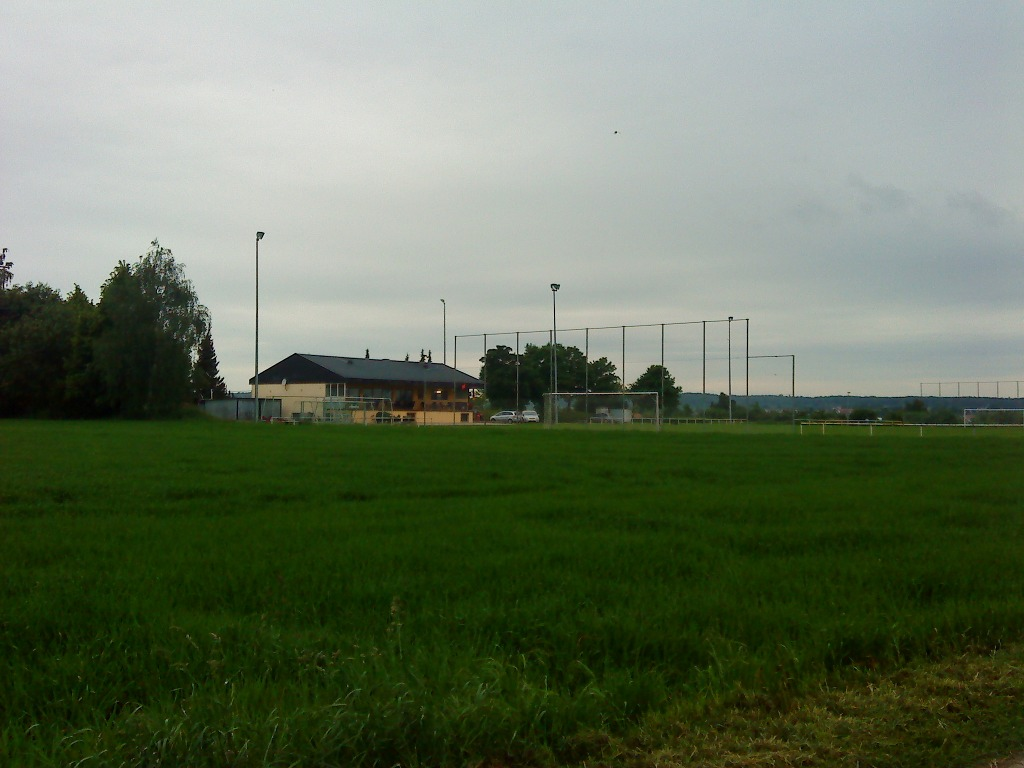
Sportplatz Tailfingen

Das Lager befand sich etwa 1,3 km westsüdwestlich von Gäufelden-Tailfingen, am Nordrand eines Militärflugplatzes zwischen Gäufelden-Tailfingen und Hailfingen. Vom Lager selbst ist nichts erhalten geblieben; an der Stelle befindet sich heute der Sportplatz des TSV Tailfingen e. V.

## Nachtjägerflugplatz und KZ-Außenlager
1938 wurde mit dem Bau eines Militärflugplatzes begonnen. Er war als sogenannter Einsatzhafen I geplant, sollte aber ab 1944 als Fliegerhorst ausgebaut werden. Im Mai 1944 war er einsatzbereit. Die Bauarbeiten wurden durch verschiedene Firmen unter der Bauleitung der Organisation Todt durchgeführt. Eingesetzt waren ab 1942 unter anderem sowjetische und französische Kriegsgefangene und Zwangsarbeiter. Ab September 1944 kamen zusätzlich etwa 350 Zwangsarbeiter aus Athen hinzu, von Februar bis März 1945 weitere 200–400 britische Kriegsgefangene.
Zur Fortsetzung der Arbeiten wurde am 25. September 1944 ein KZ-Außenlager auf dem Flugplatz eingerichtet, das organisatorisch zum KZ Natzweiler-Struthof gehörte. Jedoch erst am 19. November 1944 traf ein Transport von 601 jüdischen Häftlingen ein, der im KZ Stutthof bei Danzig zusammengestellt worden war. Die Namen und Sterbedaten der Häftlinge wurden im zentralen Nummernbuch des KZ Natzweiler festgehalten.

## Arbeits- und Lebensbedingungen
Die jüdischen Häftlinge wurden in einem umzäunten Hangar untergebracht.
Die Häftlinge mussten in nahegelegenen Steinbrüchen Zwangsarbeit verrichten. Sie wurden zu Rodungsarbeiten und zum Ausbau der Start- und Landebahn und zum Bau von zwei Rollwegen eingesetzt; weiterhin zur Beseitigung von Blindgängern.

## Verbleib der Häftlinge und Toten
Aufgrund der katastrophalen Arbeits- und Lebensbedingungen starben dort nachweislich mindestens 189 Menschen. Anfangs wurden die Toten ins Krematorium nach Reutlingen und Esslingen gebracht, später in einem Massengrab auf dem Gelände verscharrt.
Mitte Februar 1945 wurden die Bauarbeiten abgebrochen und der Platz geräumt. Ein Transport ging nach Vaihingen an der Enz. Mindestens 48 der 111 Häftlinge, die am 13. Februar dorthin transportiert wurden, starben in den Wochen bis zum 6. April 1945.
Ein letzter Transport verließ Hailfingen am 14. Februar 1945. Die bis dahin in Hailfingen gebliebenen 296 Häftlinge wurden in das KZ Dautmergen (Schömberg) deportiert; von ihnen starben dort nachweislich neun. Von Dautmergen wurden mindestens 8 „Hailfinger“ Häftlinge im März nach Bergen-Belsen und Anfang April 1945 nachweislich 80 Häftlinge mit der Bahn in das KZ Dachau-Allach transportiert. Die „gehfähigen“ Häftlinge mussten Anfang April 1945 zu Fuß auf sogenannte Todesmärsche. Obwohl der Großteil der Häftlinge aus den „Wüste“-Lagern in den KZs Dautmergen, Schömberg und Schörzingen gesammelt wurde, gab es vermutlich mehrere, teilweise weit versprengte Gruppen. Da die Aussagen der Häftlinge zum Teil sehr voneinander abweichen und die Märsche außerdem chaotisch verliefen, wird es wohl nie gelingen, sie genau und in ihrer Gesamtheit zu rekonstruieren. Auch die genaue Zahl der Häftlinge und ihre Namen können nicht festgestellt werden, da es im Gegensatz zu den oben genannten Zugtransporten keine Abganglisten gab bzw. keine erhalten sind.
Am 2. Juni 1945 wurden die Toten des Massengrabes geborgen. Die Bewohner der umliegenden Ortschaften wurden mit den Toten konfrontiert und zum Teil von französischen Besatzungssoldaten misshandelt. Zwei Männer starben an den Folgen der Misshandlungen.
Am Tag darauf wurden 75 der verstorbenen KZ-Häftlinge in Tailfingen beigesetzt. Zu ihrer Ehre wurden die Särge auf Militärlastwagen geladen und zum Friedhof Tailfingen gefahren, wo im Auftrag der französischen Besatzung ein Holzkreuz aufgestellt wurde.

## Verbleib des Geländes

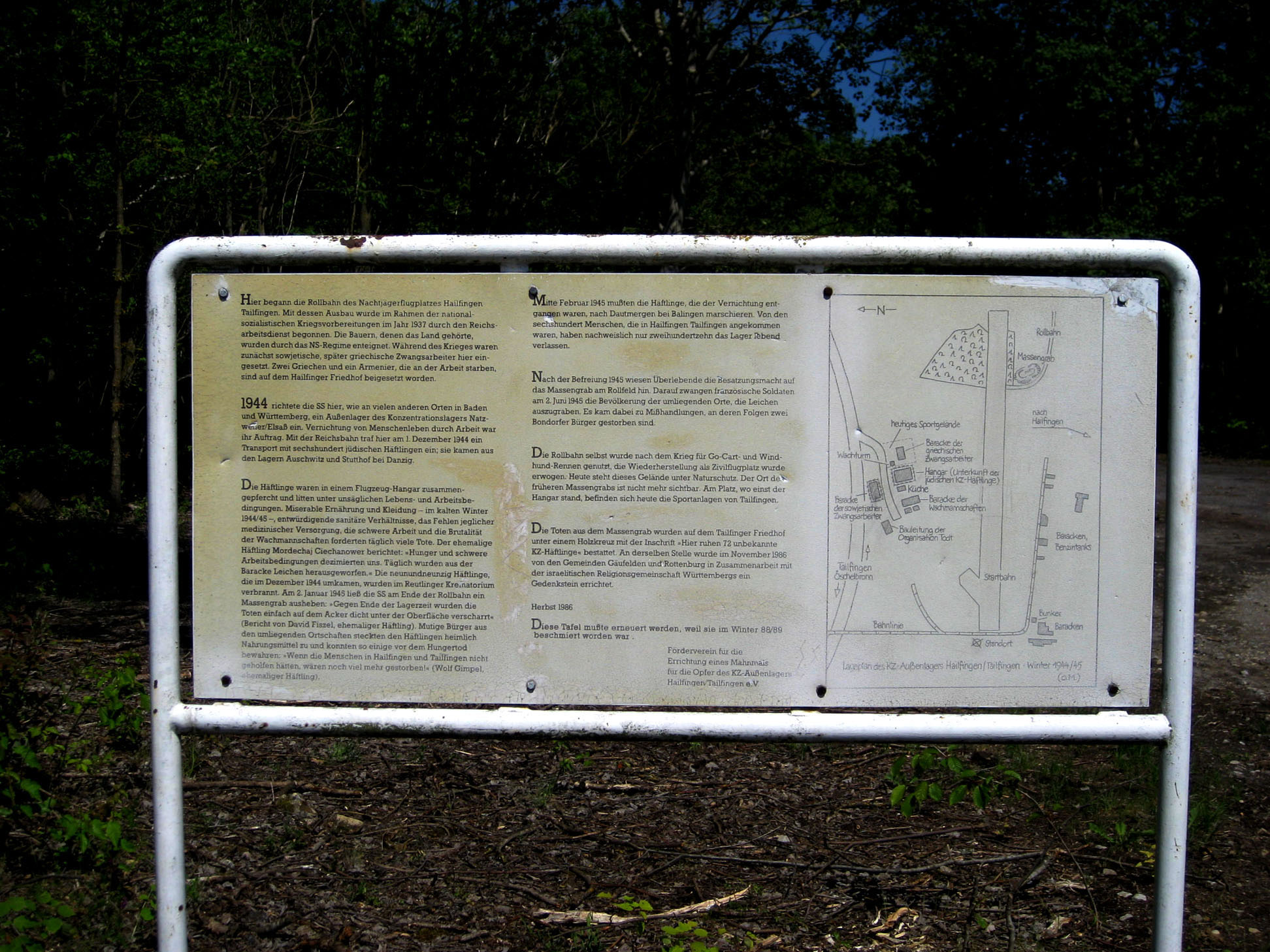
Informationstafel, 1988/1989

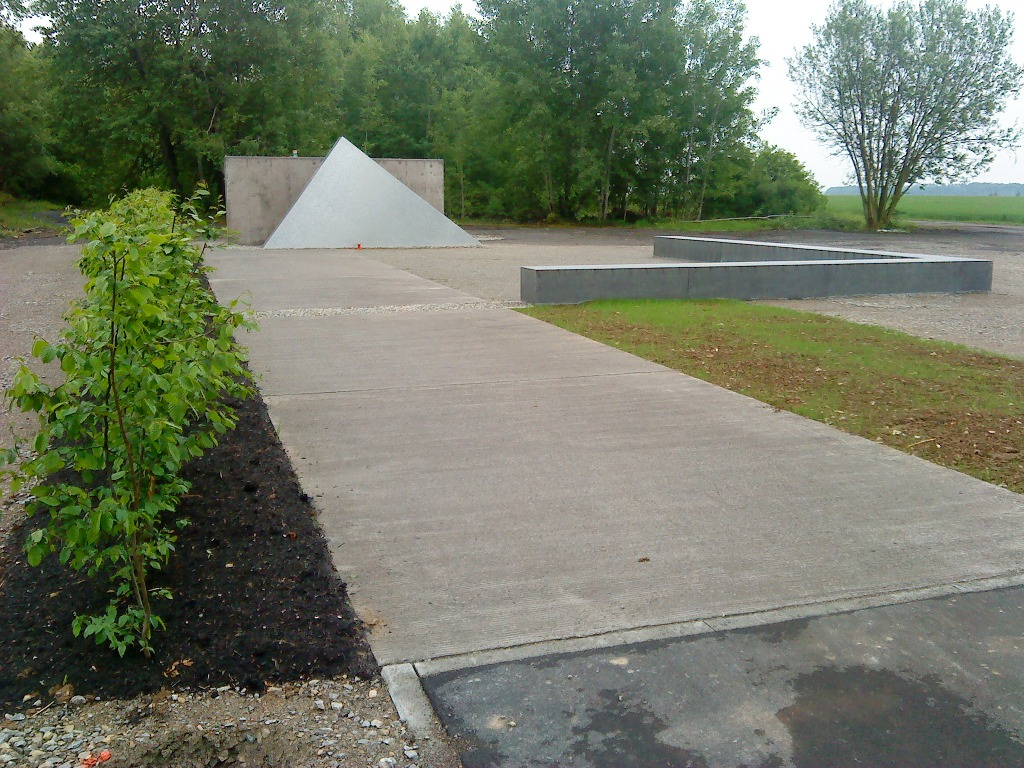
Mahnmal

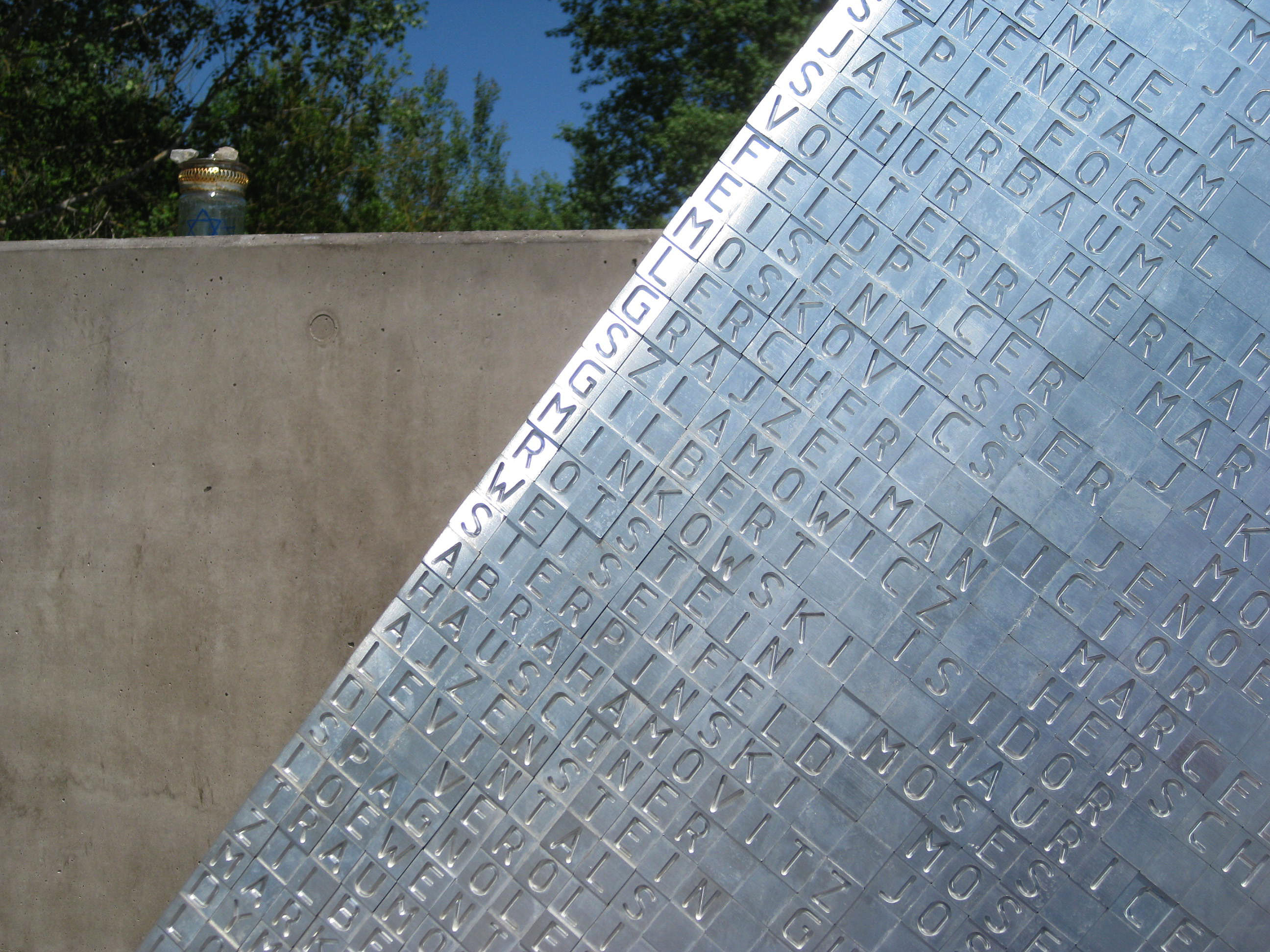
Mahnmal – Detail

Vom Konzentrationslager selbst sind heute keinerlei Spuren mehr vorhanden. Die umzäunte Flugzeughalle, in der die Häftlinge untergebracht waren, wurde bereits kurz nach Kriegsende entfernt. Später wurden durch die Flurbereinigung weitere Spuren verwischt. Der Sportplatz des TSV Tailfingen, der heute den Ort des KZs markiert und zuletzt im Sommer 1982 erweitert wurde, existiert eventuell schon seit den 50er Jahren.
Die ehemalige Startbahn des Nachtjägerflugplatzes wurde nach dem Krieg als Gokart-Bahn und für Windhund-Rennen genutzt. Es wurde auch eine Wiederherstellung als Zivilflugplatz erwogen, aber nie durchgeführt.
Reste der Anlage wurden gem. § 2 des Denkmalschutzgesetzes als archäologisches Kulturdenkmal ausgewiesen, 2007 auf der Gemarkung Tailfingen, 2008 auf der Gemarkung Hailfingen. Da die Start- und Landebahn als „Geschützter Grünbestand“ ausgewiesen ist, ist sie verwildert und mit Wald bedeckt. Aufgrund der Tatsache, dass auf dem Gelände bis zum Jahr 2010 nur eine Hinweistafel steht, war dieses Außenlager bisher wenig präsent.
Auf dem Tailfinger Friedhof haben die Söhne von Ignac Klein in den 1960er Jahren einen Grabstein errichtet.
1986 wurde die Grabstätte auf dem Tailfinger Friedhof neu gestaltet.
Als KZ-Gedenkstätte Hailfingen-Tailfingen wurde am 6. Juni 2010 am westlichen Ende des ehemaligen Flugplatzes ein Mahnmal für alle KZ-Häftlinge eingeweiht und im Tailfinger Rathaus eine Ausstellungs- und Dokumentationsstelle eingerichtet. Dafür entstand Ende 2008 ein Dokumentarfilm Das KZ-Außenlager Hailfingen/Tailfingen von Bernhard Koch in Zusammenarbeit mit Gegen Vergessen – Für Demokratie. Außerdem erschien 2008 die Schrift Jeder Mensch hat einen Namen – Gedenkbuch für die 600 jüdischen Häftlinge des KZ-Außenlagers Hailfingen/Tailfingen von Volker Mall und Harald Roth.